# 올레 H. 올슨
올레 H. 올슨(영어: Ole H. Olson, 1872년 9월 19일 ~ 1954년 1월 29일)은 미국의 정치인이며, 제16대 노스다코타주 부지사, 제18대 노스다코타주 주지사를 역임했다.

## 학력
- 콘코디아 대학교

## 경력
- 1917 ~ 1919 제15대 미국 노스다코타 하원의원
- 1919 ~ 1931 제16·17·18·19·20·21대 미국 노스다코타 상원의원
- 1933.01 ~ 1934.06 제16대 노스다코타 부지사
- 1934.06 ~ 1935.01 제18대 노스다코타 주지사

## 역대 선거 결과
| 선거명      | 직책명                          | 대수 | 정당        | 득표율 | 득표수    | 결과 | 당락                       |
| ----------- | ------------------------------- | ---- | ----------- | ------ | --------- | ---- | -------------------------- |
| 1916년 선거 | 하원의원 (노스다코타 선거구)    | 15대 | 공화당      | 0%     | 표        | 1위  | 노스다코타주 하원의원 당선 |
| 1918년 선거 | 상원의원 (노스다코타 선거구)    | 16대 | 공화당      | 0%     | 표        | 1위  | 노스다코타주 상원의원 당선 |
| 1920년 선거 | 하원의원 (노스다코타 제2선거구) | 67대 | 무소속 연맹 | 48.35% | 32,618표  | 2위  | 낙선                       |
| 1920년 선거 | 상원의원 (노스다코타 선거구)    | 17대 | 공화당      | 0%     | 표        | 1위  | 노스다코타주 상원의원 당선 |
| 1922년 선거 | 상원의원 (노스다코타 선거구)    | 18대 | 공화당      | 0%     | 표        | 1위  | 노스다코타주 상원의원 당선 |
| 1924년 선거 | 상원의원 (노스다코타 선거구)    | 19대 | 공화당      | 0%     | 표        | 1위  | 노스다코타주 상원의원 당선 |
| 1926년 선거 | 상원의원 (노스다코타 선거구)    | 20대 | 공화당      | 0%     | 표        | 1위  | 노스다코타주 상원의원 당선 |
| 1928년 선거 | 상원의원 (노스다코타 선거구)    | 21대 | 공화당      | 0%     | 표        | 1위  | 노스다코타주 상원의원 당선 |
| 1932년 선거 | 노스다코타 부지사               | 16대 | 공화당      | 60.64% | 136,628표 | 1위  | 노스다코타 부지사 당선     |
| 1940년 선거 | 노스다코타 보험위원             | -대  | 민주당      | 44.30% | 107,315표 | 2위  | 낙선                       |